# Alpkaja
Alpkaja (Pyrrhocorax graculus) är en bergslevande fågel i familjen kråkfåglar. Den förekommer på europeiska kontinenten och österut till Indien. IUCN kategoriserar den som livskraftig.

## Utseende och läte

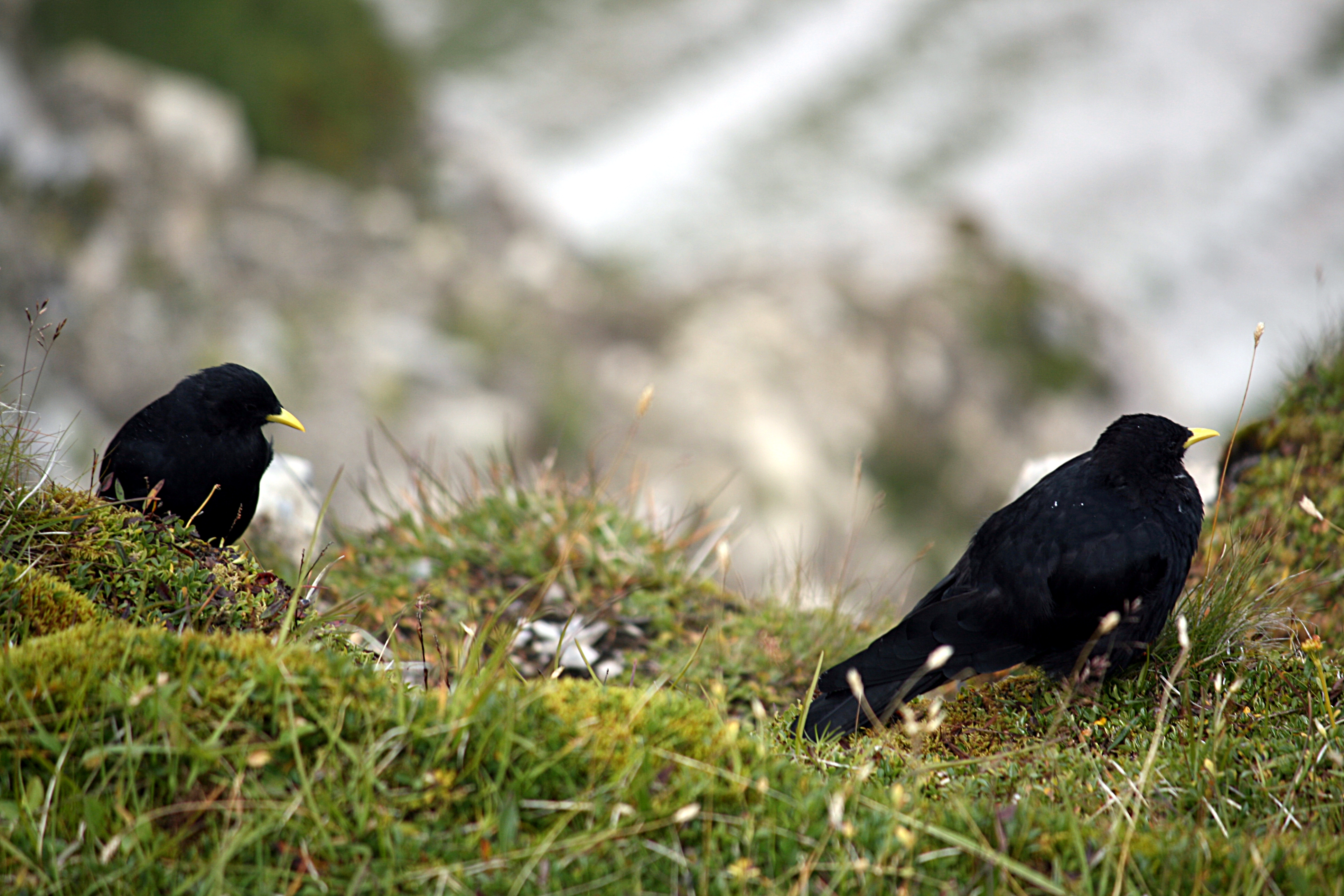
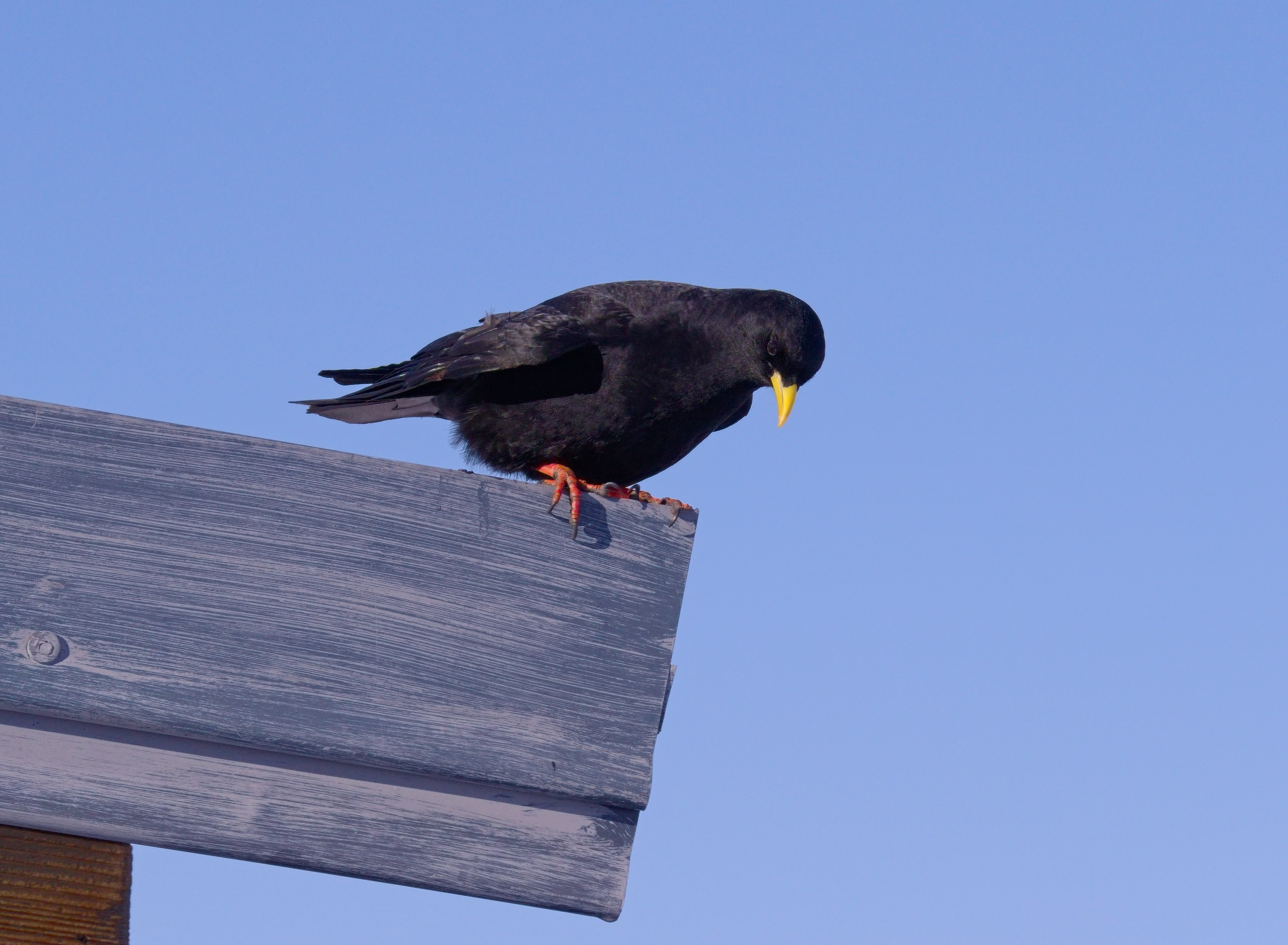
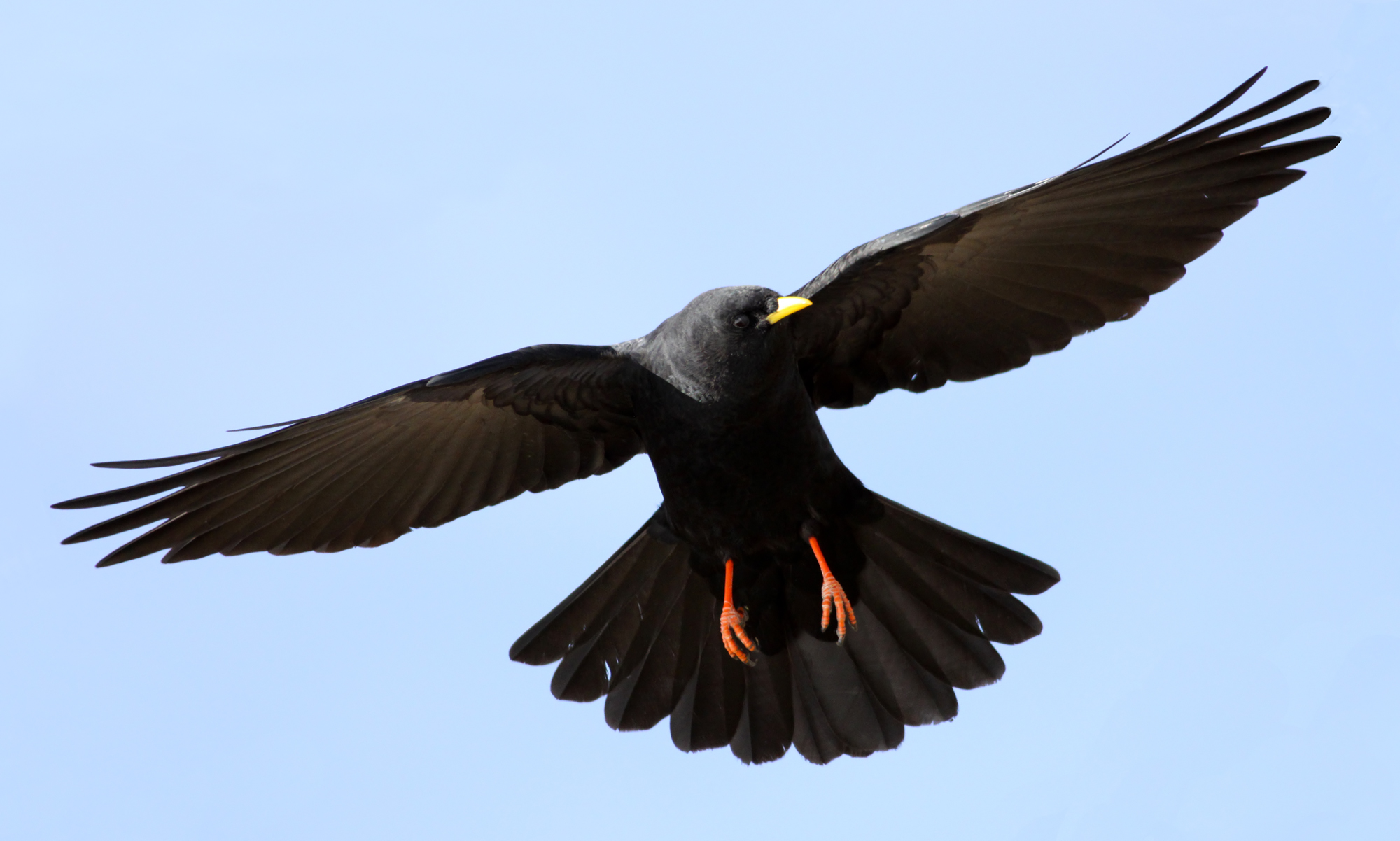

Alpkajan är nära besläktad med alpkråkan och har liksom denna en glänsande svart fjäderdräkt och röda tarser. Alpkajans näbb är dock gul, inte röd som alpkråkans, och dessutom kortare. Den är något mindre än alpkråkan, cirka 36–39 centimeter lång med ett vingspann på 65–74 centimeter och kan väga upp till 190-240 gram. Relativt sett är dess stjärt längre än alpkråkans, och dess vingar kortare. I likhet med alpkråkan är den en skicklig flygare. Alpkajans vanligaste läte är ett surrande zirrrrr.

## Utbredning och systematik
Alpkajan häckar i Pyrenéerna och Alperna ända bort till Centralasien och Indien. Den lever uteslutande i höga berg från trädgränsen ända upp till 4 000 meters höjd. Fågeln delas in i två eller tre underarter:
- Pyrrhocorax graculus graculus – förekommer i bergsområden i Europa, norra Afrika österut till Iran
- Pyrrhocorax graculus digitatus – förekommer från sydöstra Turkiet till Libanon, Irak och sydvästra Iran
- Pyrrhocorax graculus forsythi – förekommer i Centralasien; inkluderas ofta i digitatus[3]

En alpkaja uppehöll sig i Halmstad 25–26/6 2015, men det har bedömts tveksamt att den nått Sverige på naturlig väg.

### Släktskap
Alpkajan är trots namnet inte nära släkt med kajan. Tillsammans med alpkråkan utgör den istället en gammal utvecklingslinje som är systergrupp till resten av familjen kråkfåglar.

## Ekologi

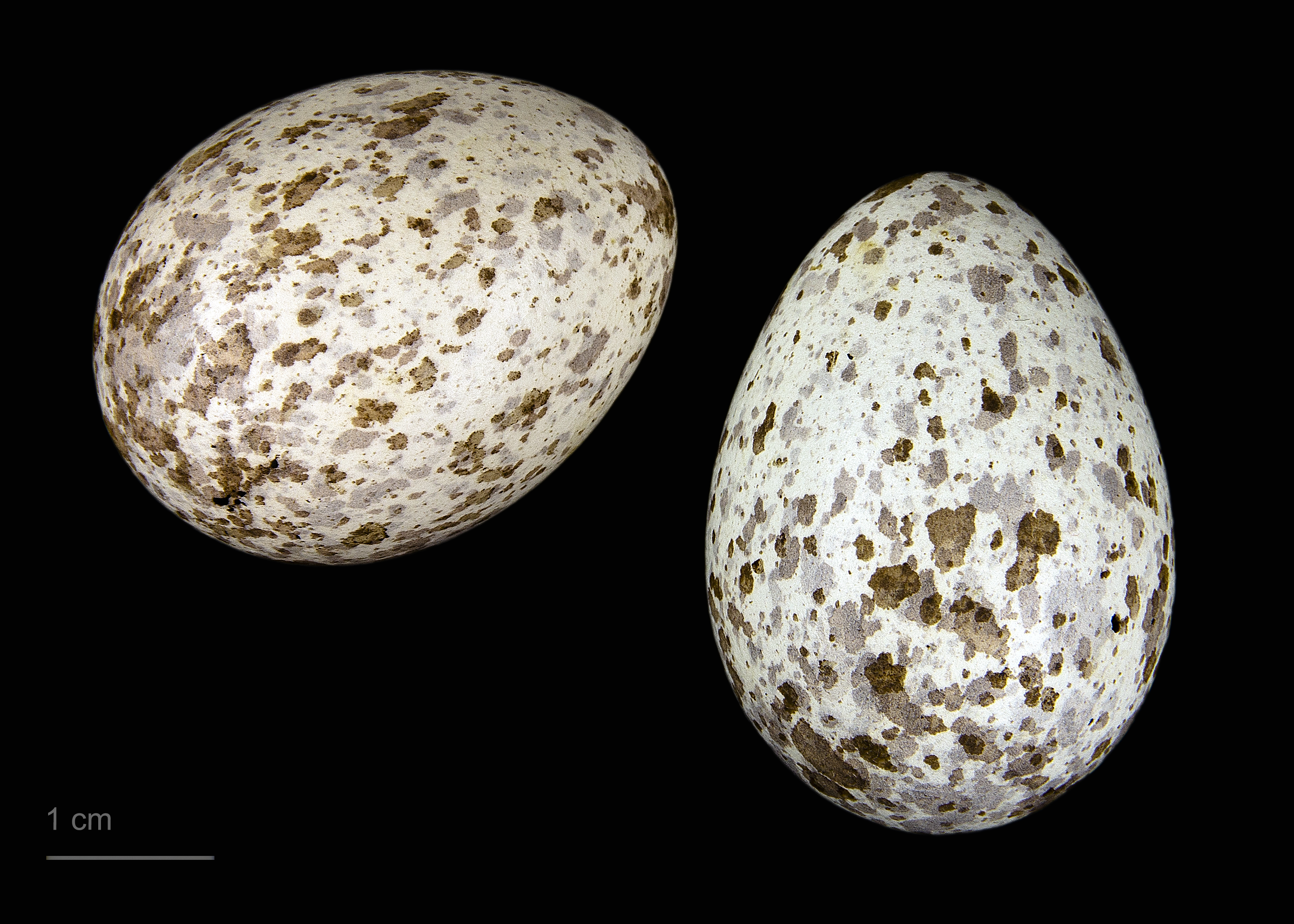
Pyrrhocorax graculus graculus

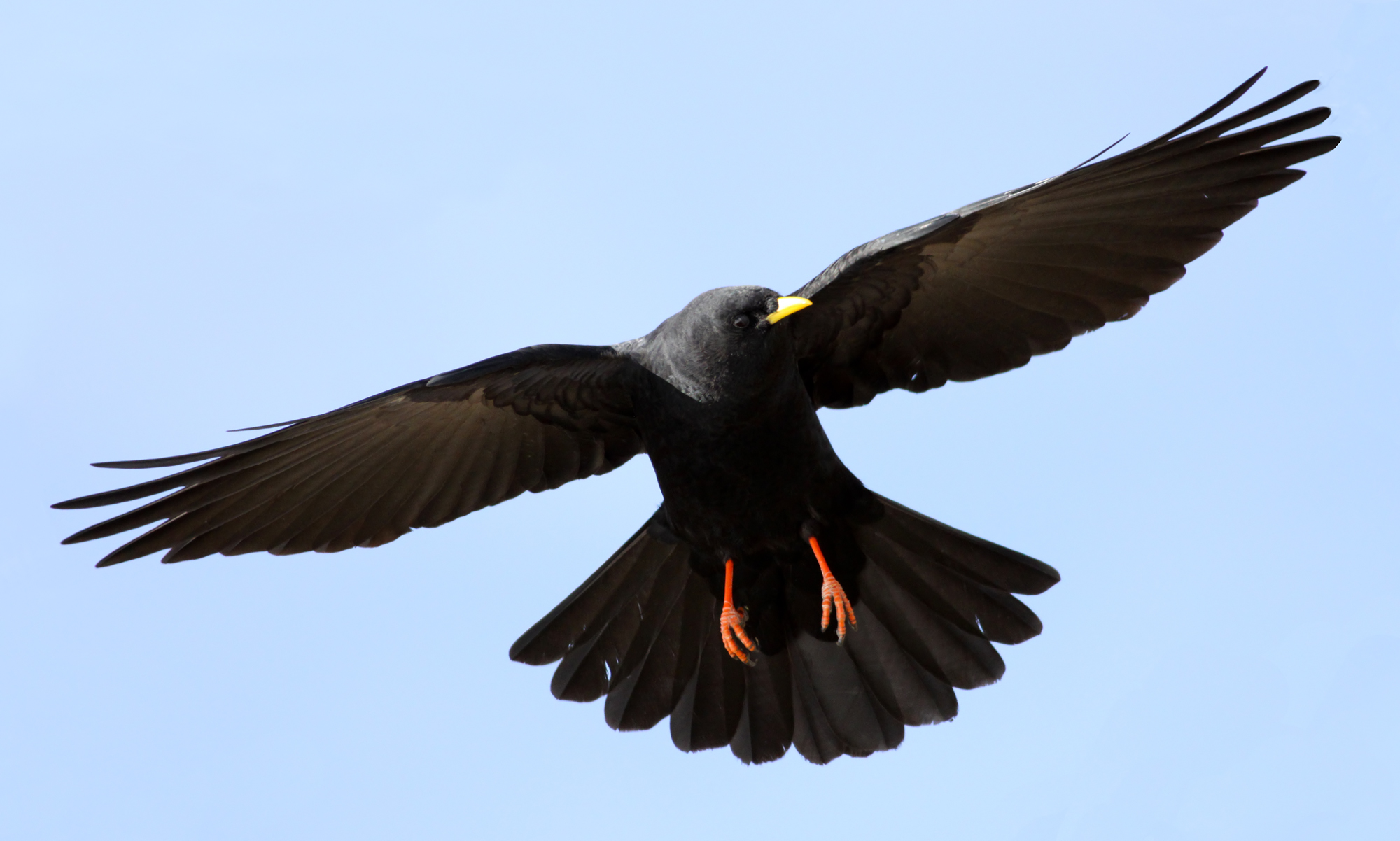
Ett alpkajebo med ägg.

Alpkajan livnär sig på insekter under sommaren, och bär och matrester under vintern, i synnerhet i närheten av skidorter. Fågeln är orädd och låter sig gärna matas. Den uppträder gärna i stora flockar.
Boet ligger vanligen 1 600 till 2 200 meter över havet, på en klipphylla eller i en hålighet. Arten stannar även under vintern i bergstrakternas höga delar. Bara under mycket kalla tider uppsöker den lägre trakter.

## Status
Arten har ett stort utbredningsområde och internationella naturvårdsunionen IUCN kategoriserar arten som livskraftig. Beståndsutvecklingen är dock oklar. Världspopulationen uppskattas till mellan knappt 1,1 och 2,75 miljoner adulta individer.